# Кружевное зацепление

имеет две правосторонние скрутки в первом, три левосторонние скрутки во втором и семь левосторонних скруток в третьем.

В теории узлов кружевное зацепление (или крендельное зацепление) — это специальный вид зацепления. Кружевное зацепление, являющееся также узлом (то есть зацеплением с одной компонентой), называется кружевным узлом, крендельным узлом или просто кренделем.
В стандартной проекции кружевное зацепление {\displaystyle (p_{1},\,p_{2},\dots ,\,p_{n})} имеет {\displaystyle p_{1}} левосторонних скруток в первом плетении, {\displaystyle p_{2}} во втором и, в общем случае, {\displaystyle p_{n}} в n-ом.
Кружевное зацепление можно описать как зацепление Монтезиноса с целым числом переплетений.

## Некоторые базовые результаты
Кружевное зацепление {\displaystyle (p_{1},p_{2},\dots ,p_{n})} является узлом тогда и только тогда, когда и {\displaystyle n}, и все {\displaystyle p_{i}} являются нечётными или в точности одно из чисел {\displaystyle p_{i}} чётно .
Кружевное зацепление {\displaystyle (p_{1},\,p_{2},\dots ,\,p_{n})} является разводимым, если по меньшей мере два {\displaystyle p_{i}} равны нулю. Однако обратное неверно.
Кружевное зацепление {\displaystyle (-p_{1},-p_{2},\dots ,-p_{n})} является отражением кружевного зацепления {\displaystyle (p_{1},\,p_{2},\dots ,\,p_{n})}.
Кружевное зацепление {\displaystyle (p_{1},\,p_{2},\dots ,\,p_{n})} эквивалентно (то есть гомотопически эквивалентно на S3) кружевному зацеплению {\displaystyle (p_{2},\,p_{3},\dots ,\,p_{n},\,p_{1})}. Тогда, также, кружевное зацепление {\displaystyle (p_{1},\,p_{2},\dots ,\,p_{n})} эквивалентно кружевному зацеплению {\displaystyle (p_{k},\,p_{k+1},\dots ,\,p_{n},\,p_{1},\,p_{2},\dots ,\,p_{k-1})}.
Кружевное зацепление {\displaystyle (p_{1},\,p_{2},\,\dots ,\,p_{n})} эквивалентно кружевному зацеплению {\displaystyle (p_{n},\,p_{n-1},\dots ,\,p_{2},\,p_{1})}. Однако если ориентировать зацепление в каноническом виде, эти два зацепления имеют противоположную ориентацию.

## Примеры

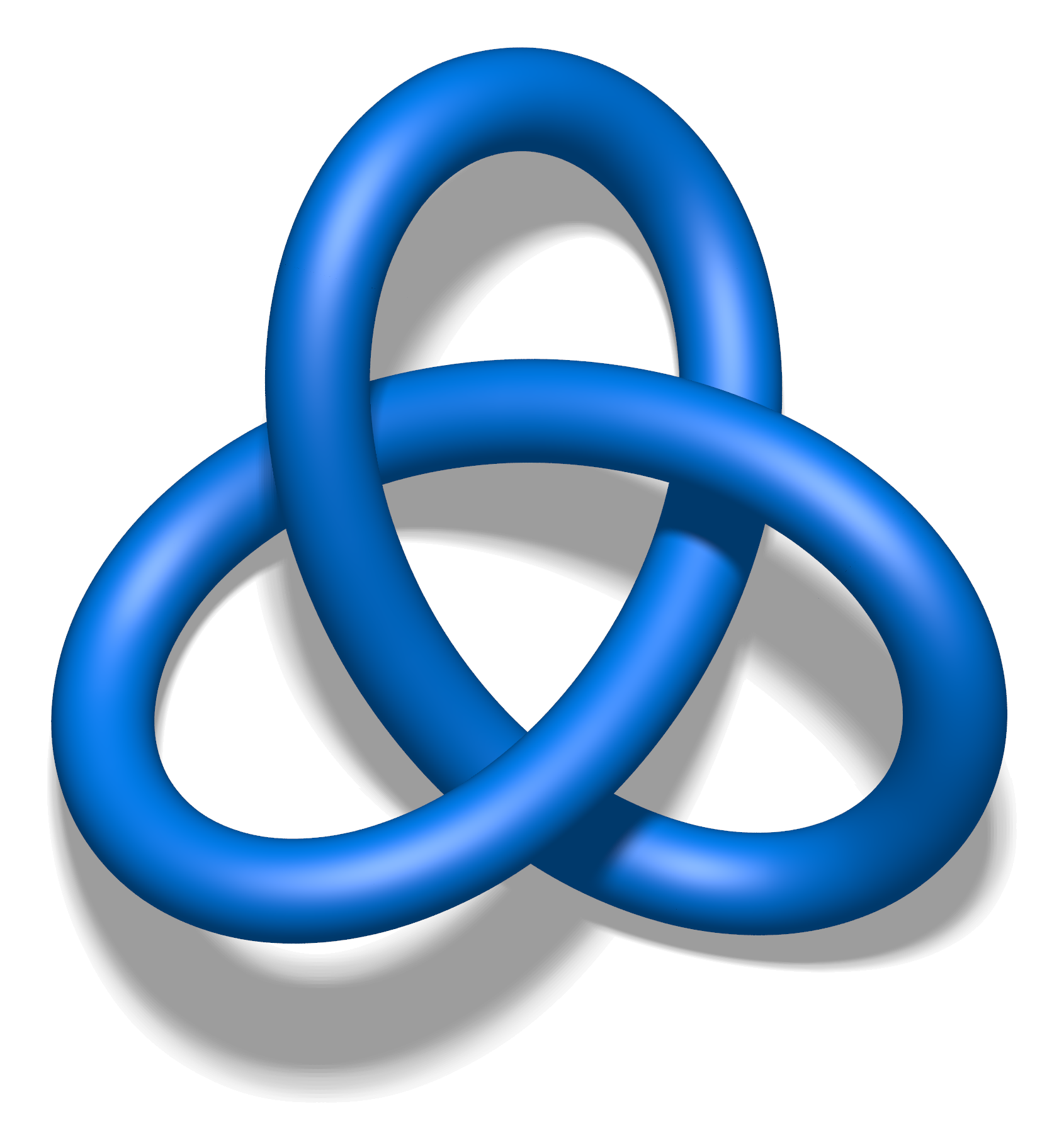
Трилистник

Кружевной узел (1, 1, 1) — это (правосторонний) трилистник, а узел (−1, −1, −1) является его зеркальным отражением.

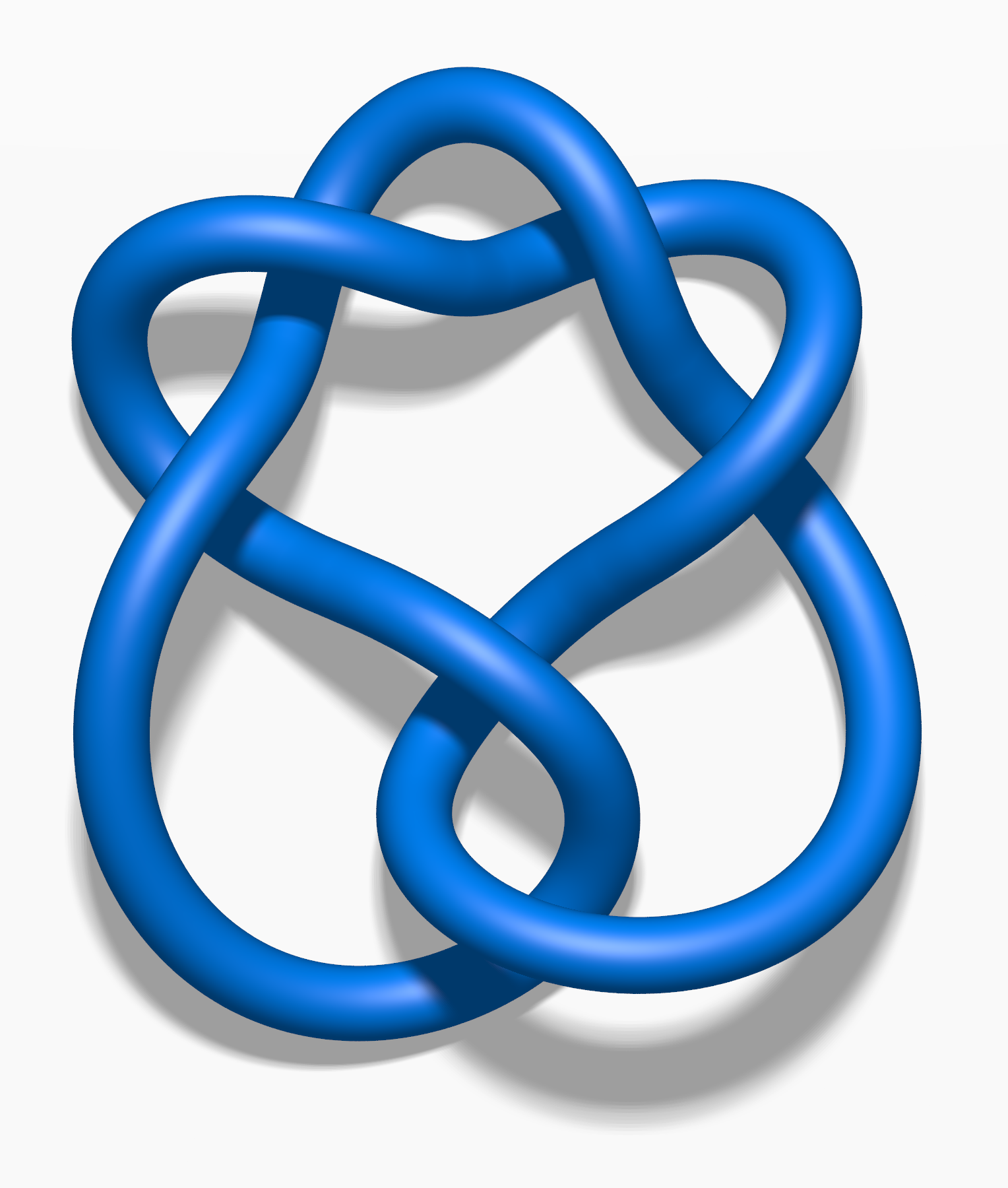
Стивидорный
узел

Кружевной узел (5, −1, −1) — это стивидорный узел (61).
Если p, q и r являются различными нечётными числами, большими 1, то кружевной узел (p, q, r) является необратимым.
Кружевное зацепление (2p, 2q, 2r) — это зацепление, образованное тремя связанными тривиальными узлами.

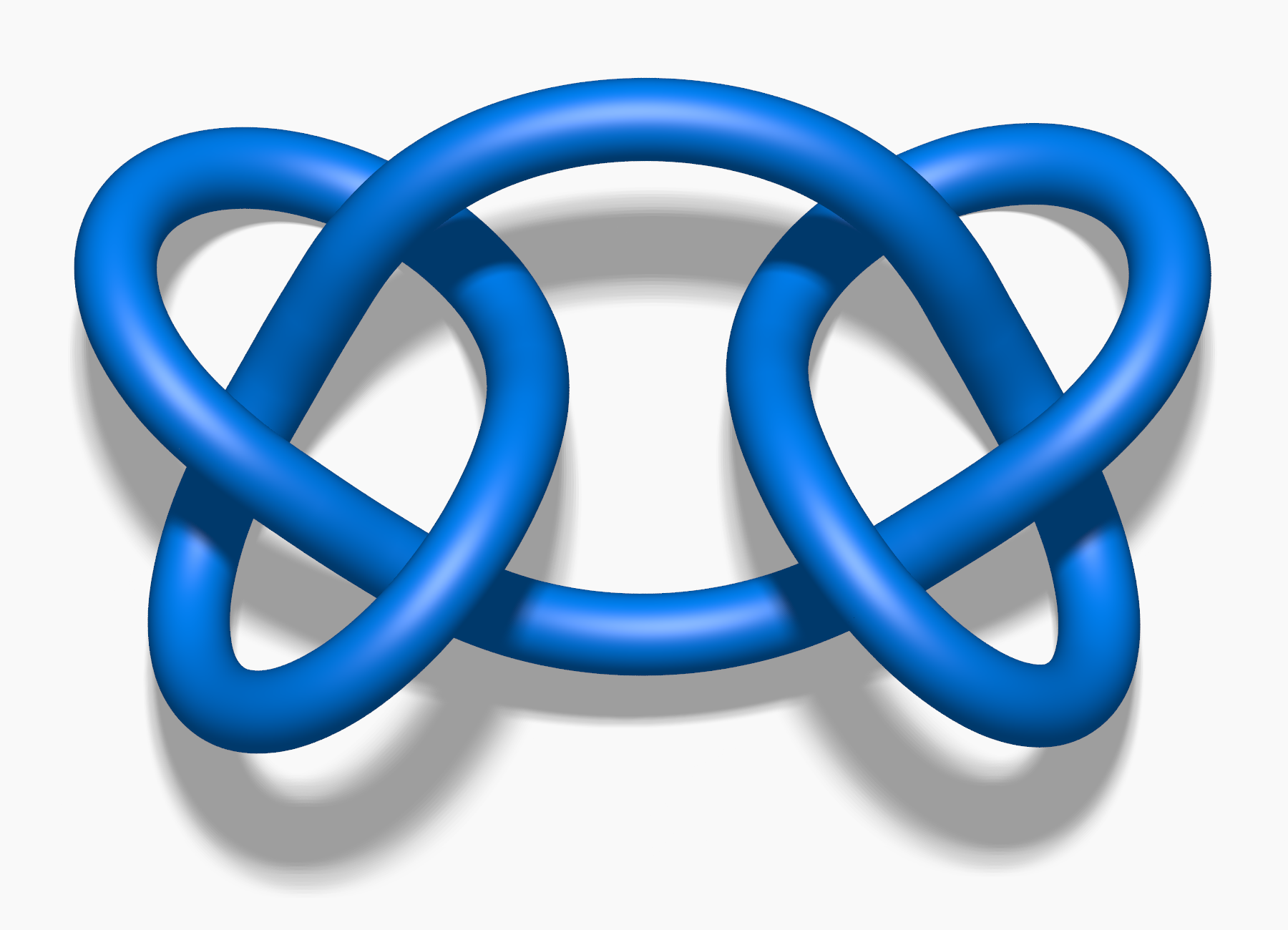
Прямой узел

Кружевной узел (−3, 0, −3) (прямой узел) является связной суммой двух трилистников.
Кружевное зацепление (0, q, 0)) — это разводимое зацепление тривиального узла с другим узлом.

### Зацепление Монтесиноса

Зацепление Монтесиноса. В этом примере, и.

Зацепление Монтесиноса — это специальный вид зацепления, обобщающее кружевные зацепления (кружевное зацепление можно считать зацеплением Монтесиноса с целыми переплетениями). Зацепление Монтесиноса, являющееся также узлом (то есть, зацепление с одной компонентой) является узлом Монтесиноса.
Зацепление Монтесиноса состоит из нескольких рациональных плетений. Одним из обозначений зацепления Монтесиноса является {\displaystyle K(e;\alpha _{1}/\beta _{1},\alpha _{2}/\beta _{2},\ldots ,\alpha _{n}/\beta _{n})} .
В этих обозначениях {\displaystyle e} и все {\displaystyle \alpha _{i}} и {\displaystyle \beta _{i}} являются целыми числами. Зацепление Монтесиноса, заданное таким обозначением, состоит из суммы рациональных плетений, заданных целым числом {\displaystyle e}, и рациональных плетений {\displaystyle \alpha _{1}/\beta _{1},\alpha _{2}/\beta _{2},\ldots ,\alpha _{n}/\beta _{n}}

## Использование

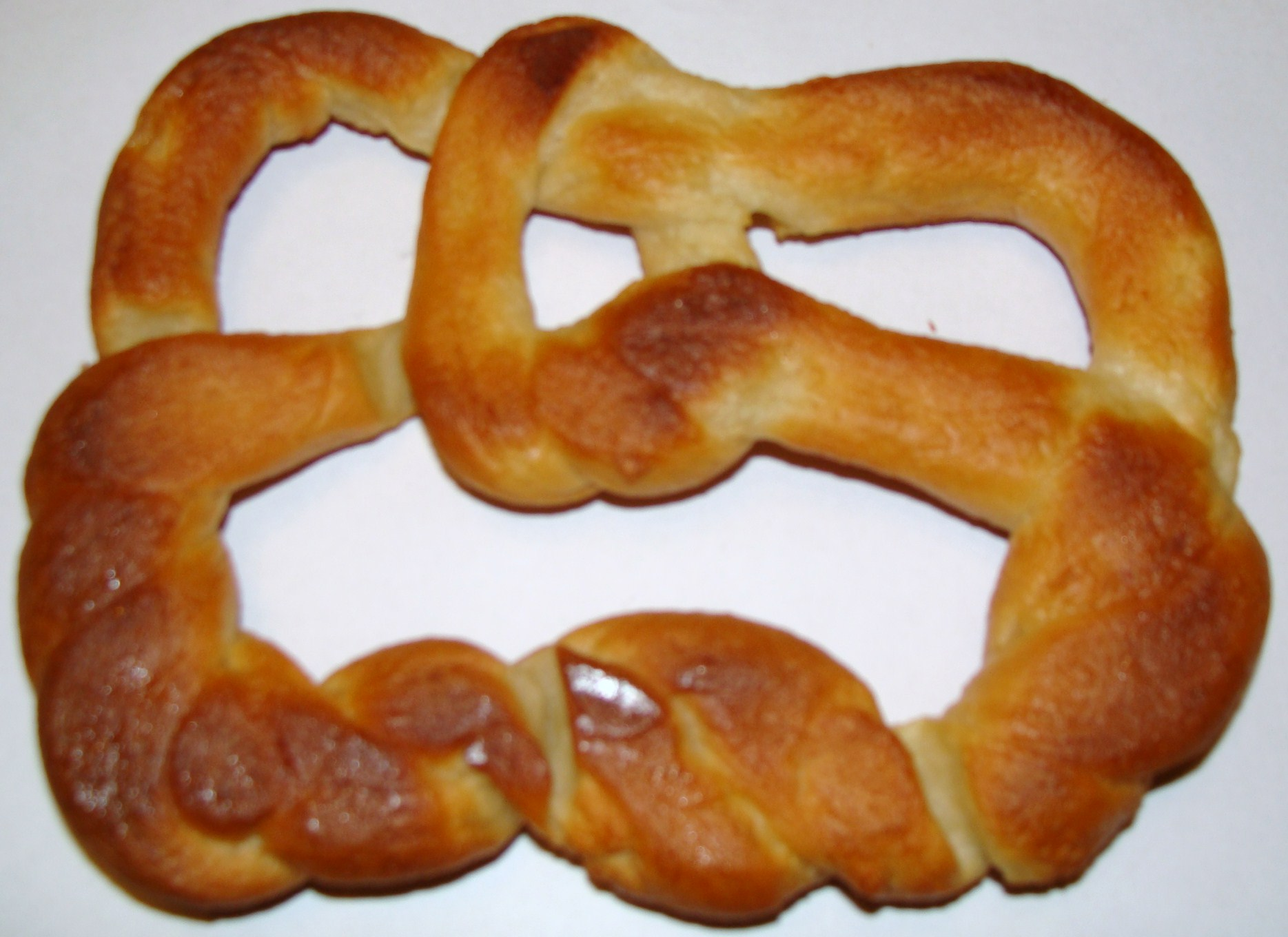
Съедобный кружевной узел (−2,3,7)

Кружевные зацепления (−2, 3, 2n + 1) особенно полезны при изучении 3-многообразий. В частности, для этих многообразий многие результаты были установлены на основе хирургии Дена на кружевном узле (−2,3,7).
Гиперболический объём дополнения кружевного зацепления (−2,3,8) равен учетверённой постоянной Каталана, примерно 3,66. Это кружевное зацепление является одним из двух гиперболических многообразий с двумя каспами с минимальными возможными объёмами, второе многообразие является дополнением зацепления Уайтхеда2010.